# Никсон, Ричард
Ри́чард Ми́лхауз Ни́ксон (англ. Richard Milhous Nixon; 9 января 1913, Йорба-Линда, штат Калифорния, США — 22 апреля 1994, Нью-Йорк, США) — американский политический и государственный деятель, 37-й президент (1969—1974) и 36-й вице-президент США (1953—1961) от Республиканской партии. Единственный президент США, ушедший в отставку до окончания срока.
В 1946 году был избран в Палату представителей США от Калифорнии, а в 1950 году — в сенат. В 1953 был выбран Дуайтом Эйзенхауэром как напарник на выборах и после его победы стал вице-президентом. Минимально уступил на президентских выборах 1960 года Джону Кеннеди. В 1962 году так же безуспешно участвовал в выборах губернатора Калифорнии, после которых объявил о завершении своей политической карьеры. Несмотря на это, в 1968 году он вновь баллотировался на пост президента и победил действующего вице-президента Хьюберта Хамфри.
Будучи президентом, в 1973 году завершил вывод американских войск из Вьетнама. До этого, в 1969 году, американский Аполлон-11 во главе с Нилом Армстронгом приземлился на Луну. Помимо этого, Никсон создал Агентство по охране окружающей среды, а также принял ряд законов, связанных с защитой природы. В 1971 году Никсон начал войну с наркотиками. В 1972 году был переизбран на новый срок со значительным отрывом от своего соперника Джорджа Макговерна. В 1974 году добровольно сложил с себя полномочия президента в результате Уотергейтского скандала, в ходе которого Никсон спонсировал незаконное проникновение в штаб Демократической партии и пытался скрыть своё участие в проникновении. Это был первый в истории США случай отставки главы государства. Был помилован своим вице-президентом Джеральдом Фордом. Исторические оценки президентства Никсона разнятся: некоторые исследователи хвалят его достижения на посту президента, в то время как другие подчёркивают обстоятельства отставки.

## Биография
Родился 9 января 1913 года в семье бакалейщика и хозяина ранчо Фрэнсиса Никсона (1878—1956) и Ханны Милхауз Никсон (1885—1967) в штате Калифорния. Его мать была квакером, и его воспитание было сформировано консервативными влияниями того времени. Его отец Фрэнсис стал квакером после женитьбы на его матери. Фрэнсис Никсон — шотландец. Септ Никсон (Nixon) входит в состав клана Армстронг. Ричард Никсон является потомком английского короля Иоанна Безземельного.
У Ричарда Никсона было 4 брата: Гарольд (1909—1933), Дональд (1914—1987), Артур (1918—1925), и Эдвард (1930—2019). Все, кроме Дональда, были названы в честь британских и английских королей, Ричард был назван в честь Ричарда Львиное Сердце.
Ранние этапы жизни Никсона были отмечены трудностями, и позже он цитировал высказывание Эйзенхауэра для описания своего детства: «Мы были бедны, но благо было в том, что мы не знали этого». Ведение хозяйства на ранчо у семьи Никсонов не удалось, и в 1922 году они переехали в Уиттиер — в район, населённый квакерами, где отец семейства открыл продуктовый магазин и заправочную станцию. Младший брат Ричарда Артур умер в 1925 году после непродолжительной болезни, а его старший брат Гарольд, которым Ричард всегда восхищался, умер в 1933 году от туберкулёза.
Поначалу Никсон ходил в среднюю школу в Фуллертоне, но позже он был переведён в другую школу в Уиттиере, которую он окончил вторым учеником по успеваемости в 1930 году. После окончания школы ему предложили обучение в Гарварде, но у семьи не хватило денег на его поездку и проживание там, поэтому он остался дома и поступил в Уиттиерский колледж.

### Адвокатская практика
После окончания колледжа в Уиттиере в 1937 году окончил юридическую школу при Университете Дьюка. Хотя Никсон хотел получить работу в Федеральном бюро расследований, он вернулся в Калифорнию, чтобы заниматься юридической практикой в Ла Хабра-Хайтс, и был принят в коллегию адвокатов в 1937 году. Начал практиковать адвокатскую деятельность в конторе Уингерта и Бели, где он работал для разрешения коммерческих споров местных нефтяных компаний и других корпоративных вопросов.
Считал юридическую практику неинтересной, но работал ради опыта, который был бы весьма полезным в его будущей политической карьере. В 1938 году открыл свой филиал Уингерта и Бели в Ла Хабра, Калифорния, и стал полноправным партнёром фирмы в следующем году.

### Женитьба
В январе 1938 года Никсон участвовал в спектакле любительского театрального общества Whittier Community Players. Там он познакомился с учительницей средней школы Тельмой Пэт Райан. Никсон преследовал её, но изначально Райан не была заинтересована в отношениях. Он начал делать незапланированные визиты к ней домой и забирал её в школу квакеров, где он был учителем. После нескольких предложений Райан в конечном итоге согласилась выйти замуж за Никсона, и они закрепили свои отношения на небольшой церемонии 21 июня 1940 года. После медового месяца в Мексике Никсоны переехали на Лонг-Бич, а затем поселились на квартире в Восточном Уиттиере. В январе 1942 года они переехали в Вашингтон, округ Колумбия.

### Война

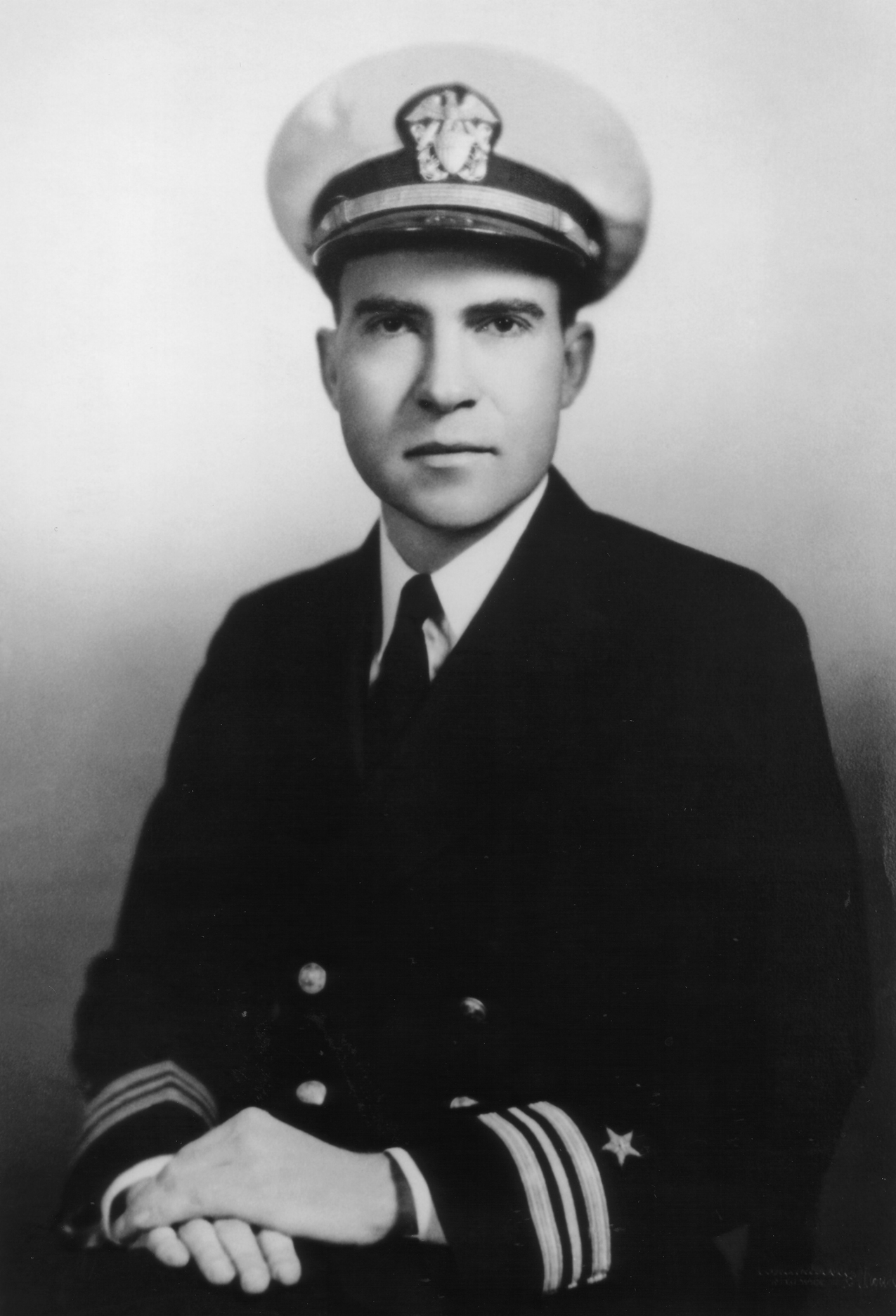
Лейтенант-коммандер Ричард Никсон на службе в рядах Военно-морских сил ВС США.

После японской атаки Пёрл-Харбора вступил в ряды Военно-морских сил США. В августе 1942 года стал лейтенантом ВМС. Служил офицером авиационной наземной службы на Тихом океане. К концу Второй мировой войны дослужился до звания лейтенант-коммандер. В 1946 году уволился из армии.

### Карьера в Конгрессе США
Ещё в 1945 году Никсон получил предложение от одного из лидеров республиканцев калифорнийского города Уиттиер, входящего в округ Лос-Анджелес, расположенного в 12 милях (19 км) к юго-востоку от мегаполиса, вице-президента Уиттиерского филиала «Bank of America» Германа Перри (англ. Herman L. Perry), старого друга семьи Никсонов — принять участие в выборах 1946 года в Палату представителей. Никсон принял это предложение и отказался от продления своего контракта в ВМС, демобилизовавшись 1 января 1946 года. В ноябре 1946 года Никсон одержал победу над занимавшим это место пять сроков подряд Дж. Вурхисом, став членом Палаты представителей США от 12-го округа штата Калифорния.
Принимал активное участие в работе Комиссии по расследованию антиамериканской деятельности. 3 августа 1948 года бывший коммунист и агент советской разведки Уиттекер Чемберс дал показания Комиссии о деятельности президента Фонда Карнеги Элджера Хисса, ранее занимавшего высокий пост в Государственном департаменте США, охарактеризовав его как скрытого коммуниста. 17 августа 1948 года Комиссия по антиамериканской деятельности устроила очную ставку между Чемберсом и Хиссом, который опроверг все обвинения. Однако Никсон поймал Хисса на слове — тот утверждал, что не знает Чемберса, хотя тот всё знал о Хиссе. Хисс вынужден был признать, что знал Чемберса под другим именем. 17 ноября Чемберс в присутствии конгрессменов, в том числе Никсона, передал следователям материалы, полученные от Хисса десятью годами ранее. Участие в расследовании принесло Никсону общенациональную известность, в своих мемуарах «Шесть кризисов» первым из 6 наиболее важных событий на момент написания книги (1962) он назвал дело Хисса.
Был переизбран на второй срок в 1948 году.
В 1950 году был кандидатом республиканской партии США на пост Сенатора США от штата Калифорния, победил Хелен Гаган Дуглас на всеобщих выборах. По причине досрочной отставки сенатора Шеридана Доуни занял пост не как положено — 3 января, а в декабре. Досрочно ушёл в отставку после избрания на должность вице-президента США.

### Вице-президент
Генерал Дуайт Д. Эйзенхауэр был выдвинут на пост президента республиканцами в 1952 году. Он не придавал большого значения тому, кто станет кандидатом в вице-президенты, так что влиятельные республиканцы собрались кулуарно, порекомендовав генералу Никсона, и тот согласился. Причиной этого решения стали молодость Никсона (ему тогда было 39), его антикоммунистическая позиция и политическая база в Калифорнии — одном из крупнейших штатов. Среди кандидатов, рассматриваемых вместе с Никсоном, были сенатор от Огайо Роберт А. Тафт, губернатор Нью-Джерси Альфред Дрисколл и сенатор от Иллинойса Эверетт Дирксен. Во время предвыборной кампании Эйзенхауэр рассказал о своих планах в отношении страны, оставив негативную агитацию своему напарнику.

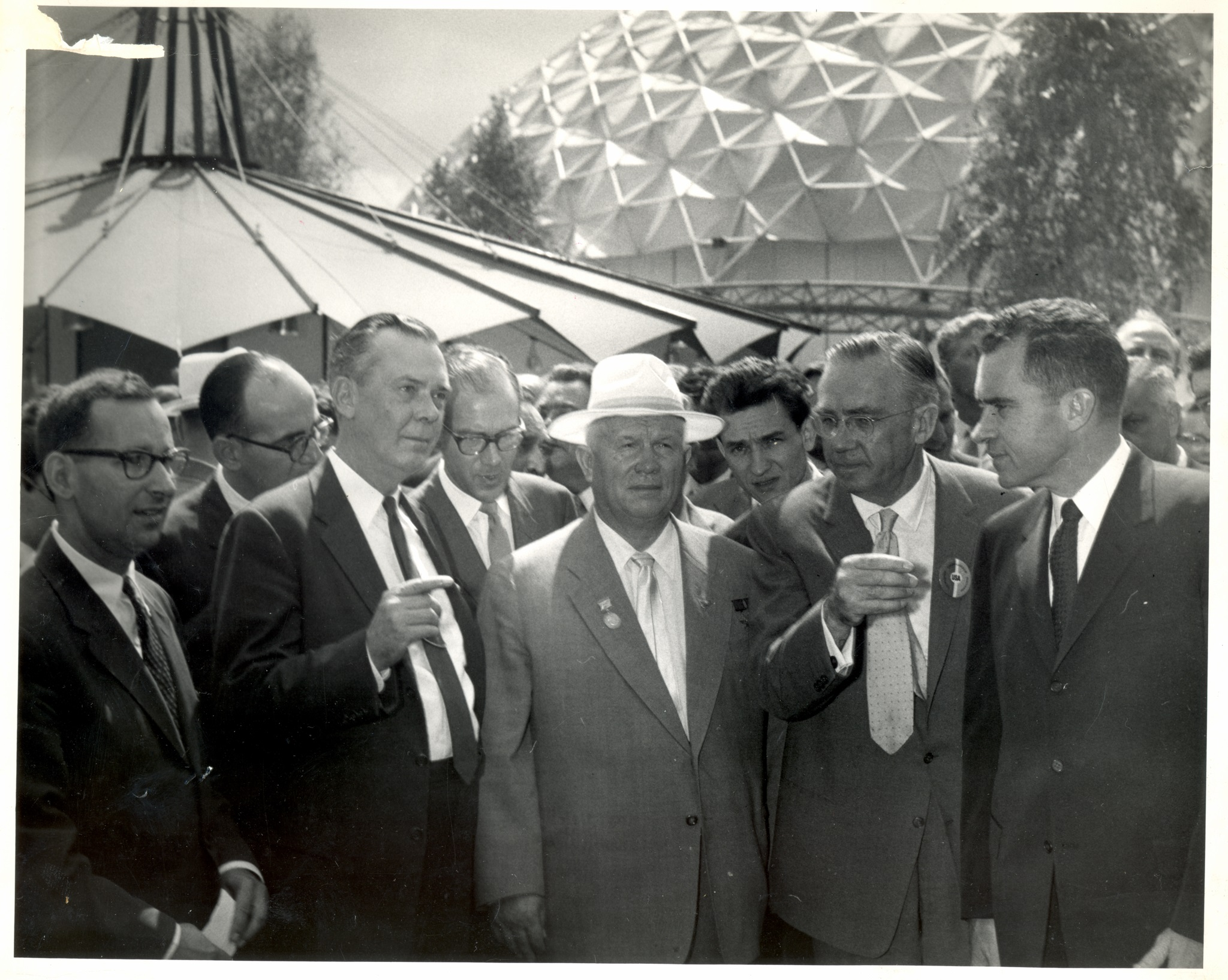
Никсон и Хрущёв в парке Сокольники на Американской национальной выставке, июль 1959 года

В 1953—1961 годах был вице-президентом в администрации Эйзенхауэра, играя заметную публичную роль и часто выступая от лица администрации. В 1959 году посетил с визитом СССР, побывал в Москве, Свердловске, Дегтярске, Новосибирске. Затем опубликовал об этом большую статью «Россия моими глазами» в National Geographic № 12, 1959.
На выборах 1960 года первый раз баллотировался от республиканцев в президенты, однако потерпел поражение от Джона Кеннеди. Свой опыт в должности вице-президента США он описал в изданных в 1962 году мемуарах «Шесть кризисов».
В 1960 году во время вице-президентства и предвыборных баталий Никсона США принимали VIII зимние Олимпийские игры, которые проходили в городе Скво-Вэлли. При этом он открывал эти игры.
Впоследствии, уже оставив пост президента США, говоря о своей предшествующей президентству политической карьере, Никсон пытался представить себя жертвой конкурентов, которые использовали для борьбы с ним государственные ведомства. В частности, по его утверждению, это происходило в период президентства Джона Кеннеди, так, например, когда он баллотировался в губернаторы Калифорнии, для его дискредитации использовалось, среди прочих, налоговое ведомство.

### Предвыборная кампания 1968 года
Один из самых бурных сезонов первичных выборов начался, когда в январе 1968 года началось наступление на Тет во Вьетнамской войне. 31 марта Президент США Линдон Джонсон снял свою кандидатуру после неожиданно неудачных результатов на внутрипартийных выборах в Нью-Гэмпшире. В июне 1968 года кандидат от Демократической партии сенатор Роберт Кеннеди был убит буквально через несколько секунд после победы на предварительных выборах в Калифорнии. Со стороны республиканцев главным противником Никсона был губернатор Мичигана Джордж Ромни, хотя губернатор Нью-Йорка Нельсон Рокфеллер и губернатор Калифорнии Рональд Рейган надеялись быть выдвинутыми на съезде. Никсон выиграл праймериз и выбрал своим напарником губернатора Мэриленда Спиро Агню. Никсон считал, что Агню объединит партию и понравится как умеренным северянам, так и недовольным демократами южанам.
Противником Никсона на всеобщих выборах был вице-президент Хьюберт Хамфри, выдвинутый на праймериз Демократической партии, отмеченные жестокими протестами. На протяжении всей кампании Никсон изображал себя стабильным в период национальных волнений и потрясений. Он обратился к тому, что он позже назвал «молчаливым большинством» социально консервативных американцев, которые не любили контркультуру хиппи и антивоенных демонстрантов. Агню становился все более яростным критиком этих групп, укрепляя позицию Никсона среди политически правых избирателей.
Никсон провёл крупную телевизионную рекламную кампанию, встречаясь со сторонниками перед камерами. Он подчеркнул, что уровень преступности был слишком высоким, и напал на то, что он воспринимал как отказ демократов от ядерного превосходства Соединённых Штатов. Никсон пообещал «мир с честью» во время войны во Вьетнаме и провозгласил, что «новое руководство положит конец войне и завоюет мир в Тихом океане». Он не раскрыл подробностей того, как он надеялся закончить войну, в результате чего в СМИ появились намеки на то, что у него должен быть «секретный план».
В ходе кампании Никсон опасался, что война во Вьетнаме может завершиться мирным договором до выборов. В конце октября Ханой согласился пойти на значительные уступки, и Джонсон был готов объявить о прекращении бомбардировок в Северном Вьетнаме. Советница Никсона Анна Ченно призвала правительство Южного Вьетнама выйти из переговоров и прекратить сотрудничество с Джонсоном, пообещав, что новая администрация сможет добиться гораздо более выгодных условий мира. Публично Никсон говорил, что ему неизвестны причины, по которым Сайгон вышел из переговоров. Джонсон знал об этих действиях республиканского кандидата, но не стал предавать гласности эту информацию, не желая признавать факт прослушки телефона южновьетнамского посла сотрудниками ФБР и перехвата средствами АНБ его переписки с правительством. Хамфри также не стал публично завялять о срыве переговоров Никсоном, полагая, что он сможет выиграть выборы и без обвинений республиканца в государственной измене.

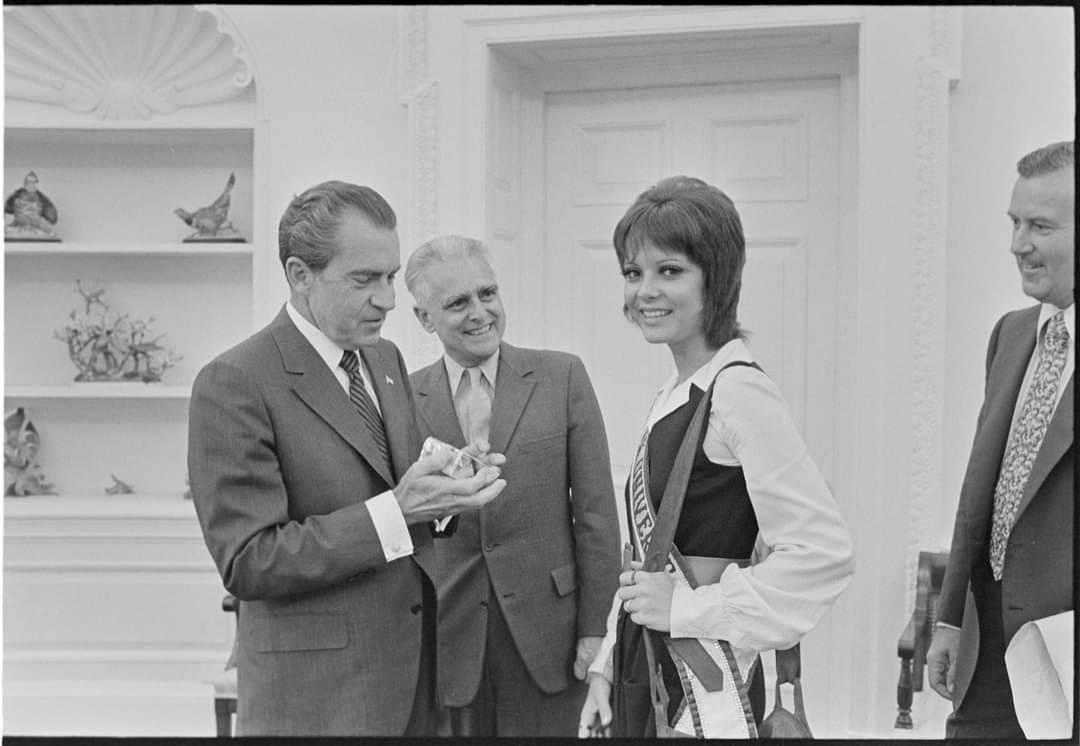
«Мисс Вселенная» Марисоль Маларет в Овальном кабинете Белого дома с Ричардом Никсоном

В трёхсторонней гонке между Никсоном, Хамфри и кандидатом от Американской независимой партии, бывшим губернатором Алабамы Джорджем Уоллесом, Никсон победил с 301 голосами выборщиков. В своей победной речи Никсон пообещал, что его администрация попытается объединить разделенную нацию.

### Президент США
В 1968 и 1972 годах избирался на президентский пост (единственный американский политик, избранный на два срока вице-президентом, а впоследствии на два срока президентом). 
20 января 1969 года принёс присягу и вступил в должность президента США.

Во время его правления 21 июля 1969 года американские астронавты высадились на Луну, был осуществлён ряд реформ, приведших к фактической остановке работы Бреттон-Вудской системы.

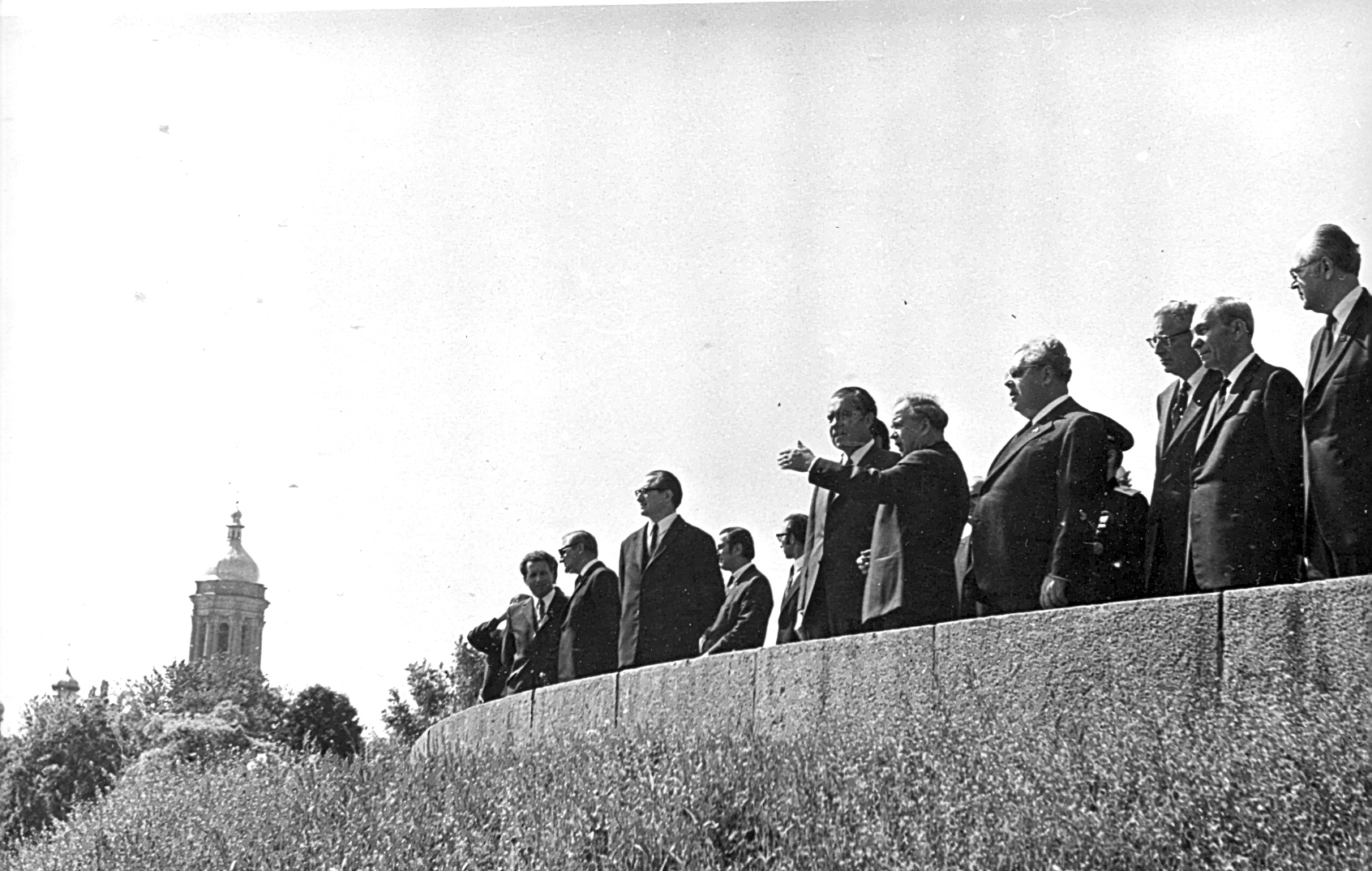
Ричард Никсон на самой высокой точке (200 м) Днепровских склонов в 1972 году. Фото А. Т. Бормотова.

При Никсоне США наладили отношения с КНР (после сенсационного личного визита президента в Китай в феврале 1972 года), и началась политика разрядки в отношениях с СССР. Внешней политикой в этот период руководил Генри Киссинджер.
В 1971 году создал при своей администрации особое управление по предотвращению нарушений законов о наркотиках, во главе которого поставил университетского профессора Джерома Джаффе.
22 — 30 мая 1972 года Ричард Никсон (первым из президентов после Франклина Рузвельта в 1945 году) с супругой посетил СССР. Во время этого визита он подписал с Генеральным секретарем ЦК КПСС Леонидом Брежневым договор ОСВ-1. Он был также первым президентом, посетившим все 50 штатов США.

На президентских выборах Никсон выступал под лозунгом завершения войны во Вьетнаме «почётным миром». В 1969 году новая администрация США начала политику «вьетнамизации», направленную на передачу ответственности за контроль над территориями страны войскам Южного Вьетнама, — фактически, задачей этой политики было изыскание возможностей для вывода войск США из зоны конфликта. В июле начался планомерный вывод войск США из Вьетнама, продлившийся более трёх лет.

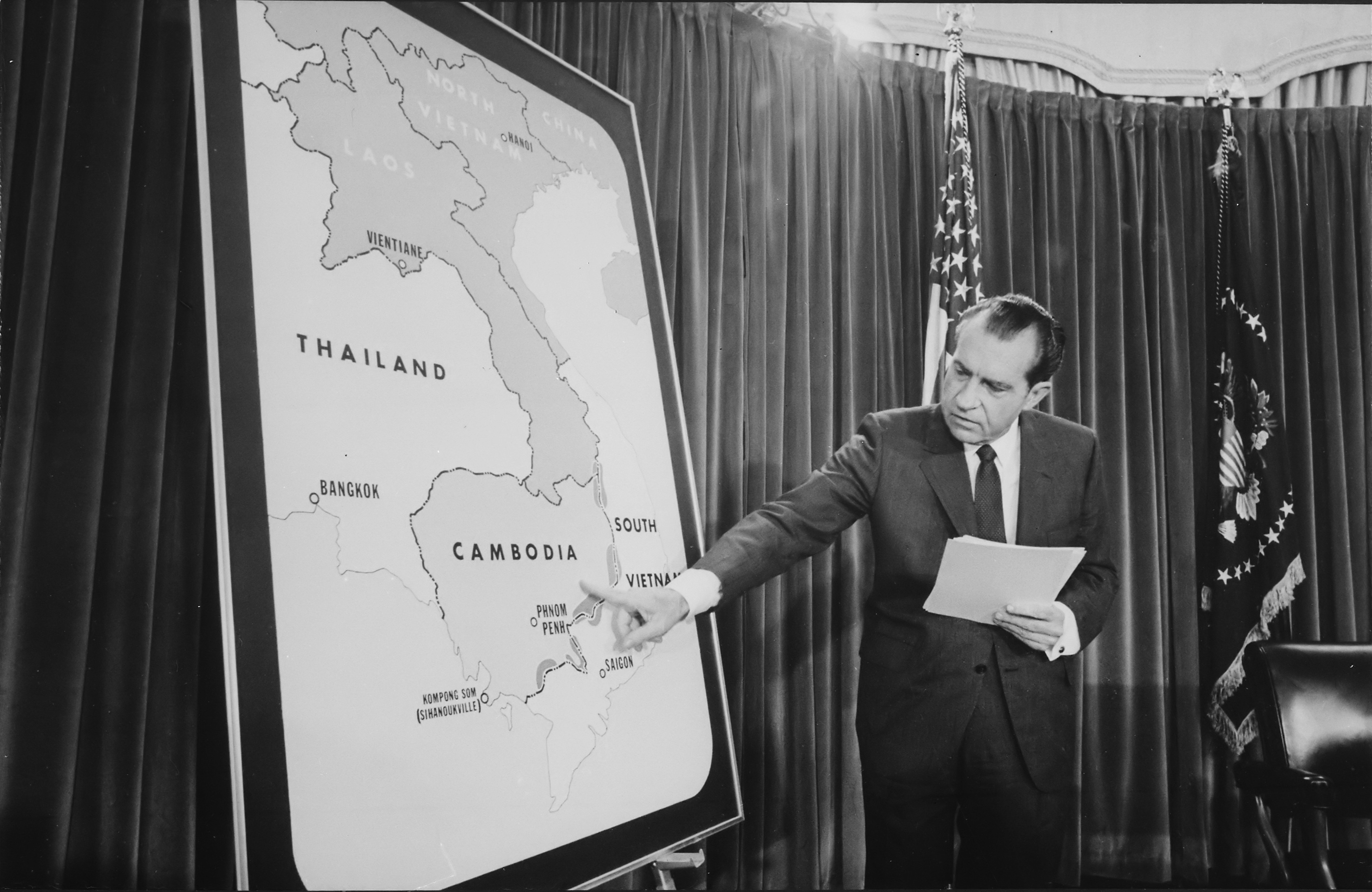
Ричард Никсон на пресс-конференции, посвящённой началу операции в Камбодже. 30 апреля 1970 года

В марте 1970 года в соседней Камбодже произошёл переворот, в результате которого новое правительство этого государства во главе с Лон Нолом попыталось выдворить коммунистов из страны. В ответ находившиеся на базах в Камбодже войска Северного Вьетнама начали успешные военные действия против правительственных войск Камбоджи. Для помощи Лон Нолу США и Южный Вьетнам были вынуждены в конце апреля ввести свои войска в Камбоджу. Эти действия привели к очередной вспышке антивоенных выступлений в США, и через два месяца американская армия покинула Камбоджу по распоряжению Никсона (южновьетнамские войска оставались там до осени).
20 января 1973 года повторно вступил в должность, после победы на выборах в ноябре 1972 года.
27 января 1973 года было подписано Парижское мирное соглашение, по которому американские войска покидали Вьетнам (к этому времени все сухопутные боевые части уже были выведены, и в стране оставалось 23 тыс. американцев). Выполняя подписанное соглашение, 29 марта 1973 года США завершили вывод своих войск из Южного Вьетнама.
Даже несмотря на то, что поддержка уменьшилась из-за продолжающейся серии разоблачений, Никсон надеялся опровергнуть обвинения. Но одна из новых пленок, записанная вскоре после взлома предвыборного штаба его оппонента на выборах 1972 года Джорджа Макговерна, продемонстрировала, что Никсону сообщили о связи Белого дома с Уотергейтскими кражами вскоре после того, как они произошли, и он одобрил планы по срыву расследования. В заявлении, сопровождающем выпуск плёнки 5 августа 1974 года, Никсон признал вину за то, что ввел страну в заблуждение относительно того, когда ему сообщили о причастности к Белому дому, заявив, что у него была потеря памяти. Вечером 7 августа сенаторы Барри Голдуотер, Скотт и конгрессмен Родс встретились с Никсоном в Овальном кабинете и сказали ему, что его поддержка в Конгрессе практически исчезла. Скотт позже сказал репортёрам, что они не заставляли Никсона уйти в отставку, а просто сказали президенту, что «ситуация на Капитолийском холме очень мрачная». Роудс сказал президенту, что ему грозит импичмент, когда статьи будут вынесены на голосование в полном составе палаты представителей. По оценке лидера большинства О’Нила, не более 75 представителей были готовы проголосовать против статьи о препятствовании отправлению правосудия. Голдуотер и Скотт сказали президенту, что не только в сенате было достаточно голосов, чтобы его осудить, но и что не более 15 сенаторов были готовы проголосовать за оправдательный приговор. Голдуотер позже писал, что в результате встречи Никсон «знал вне всяких сомнений, что так или иначе его президентство закончилось». Той ночью Никсон окончательно принял решение покинуть офис.
Никсон стал единственным президентом США, досрочно прекратившим свои полномочия и подавшим в отставку. Это случилось 9 августа 1974 года, после скандала, известного как «Уотергейт», и обвинений, грозивших ему импичментом.
Советская пресса, вместо сообщения о выявлении коррупции в высших административных кругах Вашингтона, старалась скрыть степень участия президента Ричарда Никсона и угрозу его импичмента. Нападение на администрацию Никсона не отвечало интересам советского режима, остро нуждавшегося в смягчении напряженности между двумя странами. Даже во время его отставки, в августе 1974 года, Московское радио сообщило советской публике, что Никсон стал жертвой внутрипартийной политики, экономической ситуации в Америке и злобной пропаганды СМИ в стране.
22 апреля 1994 года скончался на 82-м году жизни в Нью-Йорке от инсульта.

## Культурные аллюзии
- Опера «Никсон в Китае» (1987), композитор Джон Адамс.
- В пятом эпизоде пятого сезона «Симпсонов», вышедшем 28 октября 1993, дьявол призывает Ричарда Никсона, на что Никсон отвечает, что ещё не умер. Ровно через полгода после выхода эпизода, Никсон скончался.
- В мультсериале «Футурама» персонаж Голова Ричарда Никсона стал президентом Земли. Вице-президентом стал безголовый клон Спиро Агню — политика, занимавшего пост вице-президента во время президентства Никсона.
- В детективном романе 1975 г. «Семейное дело» (англ. A Family Affair) американского писателя Рекса Стаута, в сюжете романа переплетён «Уотергейтский скандал» и президент Ричард Никсон.
- В игре Call of Duty: Black Ops, в зомби-режиме на карте «Пять», за персонажа Никсона может играть 3-й игрок.
- В игре Tropico 4 существует персонаж Ник Ричардс, пародирующий Ричарда Никсона.
- В игре Fallout 2 присутствует кукла Мистер Никсон, в описании которой есть фраза: «Почему-то вы не доверяете этой, казалось бы, невинной детской игрушке», что отсылает к «Уотергейтскому скандалу».
- В альбоме «Bunkka» композитора Пола Окенфолда присутствует композиция «Nixon’s Spirit».
- Никсон представлен в фильме Форрест Гамп 1994 года. Главного героя как члена команды по пинг-понгу чествует в Белом доме президент Ричард Никсон. Президент распоряжается поселить его в гостинице Уотергейт, где Форрест, разбуженный ночью бликами фонариков в окнах соседнего с его номером офиса, просит охрану проверить что там творится и невольно провоцирует этим скандал, послуживший причиной отставки Никсона.
- Суперзлодей Дарксайд основан на Ричарде Никсоне и Адольфе Гитлере.

### В кинематографе
- 1977: «Вашингтон: За закрытыми дверями», реж. Гэри Нельсон, в роли Ричарда Монктона (Никсона) — Джейсон Робардс.
- 1980: «Там, где бродит бизон», реж. Арт Линсон. В роли Никсона — Брайан Каммингс (озвучивание).
- 1984: «Тайная честь[англ.]», реж. Роберт Олтмен, в роли Никсона — Филип Бейкер Холл.
- 1989: «Последние дни[англ.]», реж. Ричард Пирс[англ.], в роли Никсона — Лейн Смит.
- 1995: «Никсон», реж. Оливер Стоун, в роли Никсона — Энтони Хопкинс.
- 1997: «Элвис встречает Никсона», реж. Аллан Аркуш, в роли Никсона — Боб Гантон.
- 1998: «Страх и ненависть в Лас Вегасе». реж. Терри Гиллиам, в роли Никсона — Ричард Никсон.
- 1999: «Подруги президента[англ.]», реж. Эндрю Флеминг, в роли Никсона — Дэн Хедайя.
- 2004: «Убить президента. Покушение на Ричарда Никсона[англ.]», реж. Нильс Мюллер.
- 2008: «Фрост против Никсона», реж. Рон Ховард, в роли Никсона — Фрэнк Ланджелла.
- 2009: «Хранители», реж. Зак Снайдер, в роли Никсона — Роберт Уизден.
- 2011: «Трансформеры-3:Тёмная Сторона Луны», реж. Майкл Бэй.
- 2011: «Доктор Кто» (эпизоды «День Луны» и «Невозможный астронавт»), реж. Тоби Хейнс, в роли Стюарт Миллиган[англ.].
- 2013: «Дворецкий», реж. Ли Дэниелс, в роли Никсона — Джон Кьюсак.
- 2014: «Люди Икс: Дни минувшего будущего», реж. Брайан Сингер, в роли Никсона — Марк Камачо.
- 2015: «Жертвуя пешкой», в роли Никсона — Эдвард Янки.
- 2016: «Элвис и Никсон», реж. Лиза Джонсон, в роли Никсона — Кевин Спейси.
- 2017: «Секретное досье», реж. Стивен Спилберг. В роли Курзон Добел.
- 2019: «Ирландец», реж. Мартин Скорсезе, в роли Никсона — Джеф ДеХарт
- 2021: «Американская история ужасов: Двойной сеанс», в роли Никсона — Крэйг Шеффер.

## Книги, речи и статьи
- автобиографические мемуары «Шесть кризисов» 1962
- Речь Р. Никсона 3 ноября 1969 года («Доктрина Никсона») Архивная копия от 9 февраля 2007 на Wayback Machine
- На арене. Воспоминания о победах, поражениях и возрождении = In the Arena: A Memoir of Victory, Defeat, and Renewal. — М.: Новости, 1992. — 437, [1] с., [8] л. ил. — ISBN 5-7020-0348-9